# Sala koncertowa Vigadó

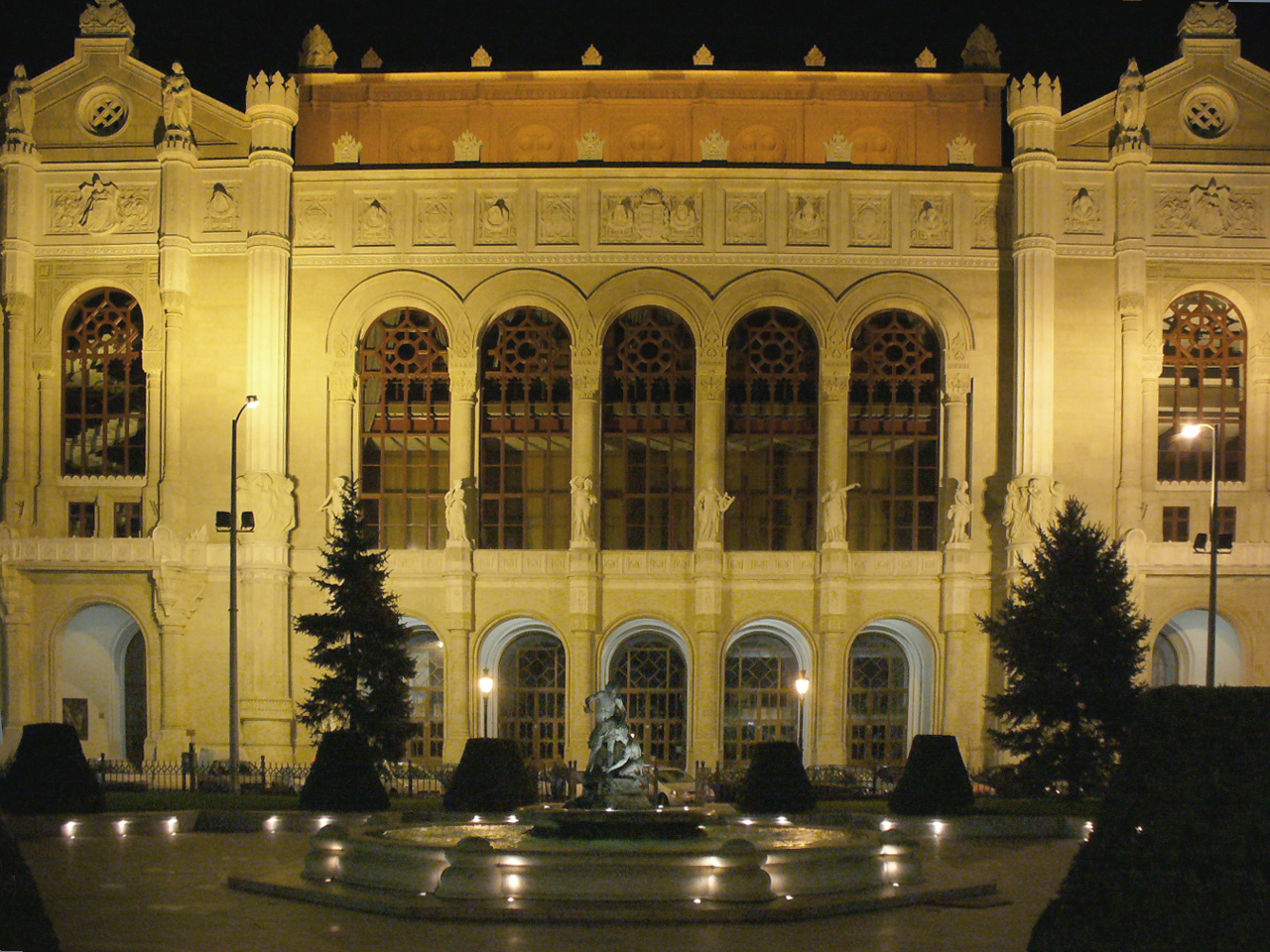

Sala koncertowa Vigadó (węg. Pesti Vigadó, dosł. „Miejsce rozrywki Pesztu”) – sala koncertowa zbudowana w latach 1859–1864 według projektu architekta Frigyesa Feszla na miejscu innej sali koncertowej, która spłonęła podczas walk Wiosny Ludów 1848. Również obecna sala koncertowa ucierpiała podczas bombardowania w II wojnie światowej. W latach 2004–2006 sala została gruntownie odnowiona. Mieści się przy Vigadó ter 2.
Nazwa Pesztu zawarta w nazwie sali koncertowej przypomina, że sala została wzniesiona jeszcze przed połączeniem się Pesztu, Budy i Óbudy) w miasto Budapeszt 1 stycznia 1873. 
Oprócz sali Vigadó w Budapeszcie istnieje sala koncertowa im. Bartóka w Pałacu Sztuk przy Komor Marcell útca 1.